# Pablo Infante Muñoz
Pablo Infante Muñoz (Burgos, 20 de març de 1980) és un exfutbolista professional castellanolleonès que jugava com a migcampista.

## Carrera futbolística
Infante va jugar en categories inferiors amb el Real Burgos CF, el Vadillos CF i el Racing Lermeño. Els seus primers sis anys com a sènior els va passar en el futbol amateur.
Infante va debutar com a professional a la tercera divisió la temporada 2005–06 amb el CD Mirandés, equip al qual va ajudar a promocionar a la segona B la temporada 2008–09, en el seu quart anya a l'equip. La temporada 2011–12, el seu nom es va fer conegut a Espanya després de l'actuació de l'equip a la Copa del rei 2011-12, en què va eliminar dos clubs de primera, el Vila-real CF i el Racing de Santander, amb el jugador marcant quatre dels sis gols del seu equip en els quatre partits, i que li van servir per a coronar-se com a màxim golejador de la competició; en lliga va marcar 13 gols en la temporada regular, que van ajudar l'equip a promocionar a la segona divisió per primer cop en la seva història
El 28 de juny de 2012, a 32 anys, va renovar el seu contracte amb el Mirandés per una temporada més. Va jugar el seu primer partit a segona divisió el 17 d'agost, com a titular, en una derrota per 0–1 a casa contra la SD Huesca.
Infante va marcar els seus primers gols com a professional l'1 de setembre de 2012, un doblet en una victòria per 4–0 a fora contra el Xerez CD. El 13 de juliol de 2014, després d'haver jugat amb els Rojillos nou temporades, va marcar a la SD Ponferradina de la mateixa categoria.